# 평화특별행동

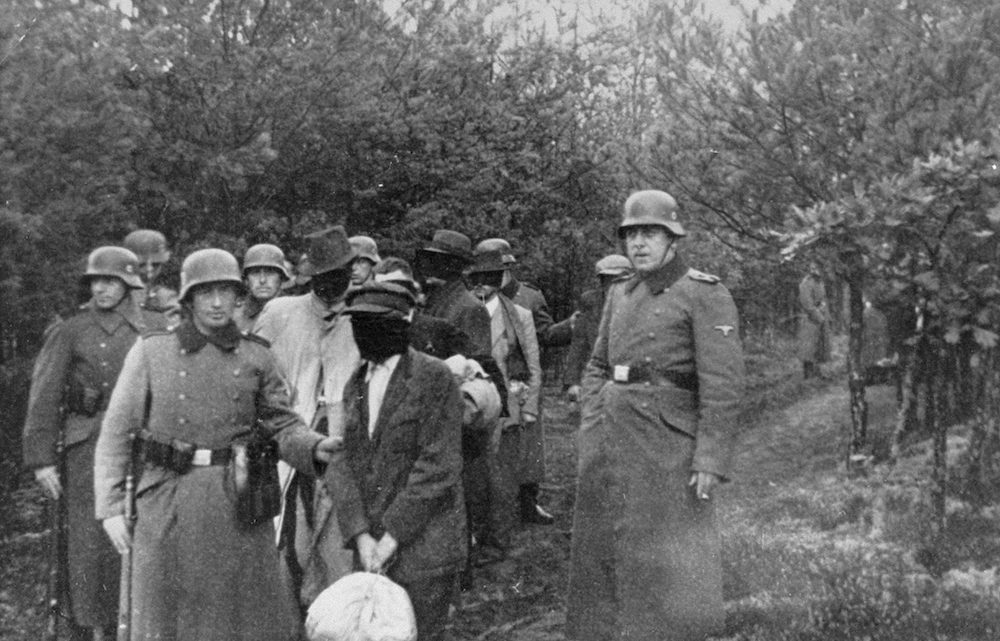
1940년 팔미리 학살 직전의 독일군과 피살자들.

평화특별행동(독일어: Außerordentliche Befriedungsaktion 아우세로르덴틀리허 베프리둥작치온[*]), 줄여서 AB행동(독일어: AB-Aktion 아베악치온[*])은 나치 독일이 제2차 세계 대전 초기 당시 폴란드의 사회지도층, 지식인들을 말살하고자 벌인 학살행위 중 하나이다.
1940년 봄에서 여름 사이 지식인행동이 종료된 뒤 AB행동이 실시되었다. 이때 지역지도자, 교수, 교사, 사제 7,000 여명이 포함된 폴란드인 30,000 여명 이상이 범죄 혐의자라는 구실로 총독부 관헌들에게 체포되어 팔미리 근교 팔미리 숲 단지를 비롯한 여러 장소에서 비밀리에 학살당했다. 이때 바로 학살당하지 않은 이들은 강제수용소로 보내졌다.

## 같이 보기
- 타넨베르크 작전
- 카틴 학살